# Știință & Tehnică
Știință & Tehnică este o revistă de știință din România.

## Istoric
Istoria revistei începe în 1884 când a apare Ziarul călătoriilor și al întâmplărilor de pe mare și uscat, prima publicație românească de popularizare a științelor, editată de Luigi Cazavillan.
În 1917, gazeta se transformă în Ziarul științelor și al călătoriilor. În anul 1948, publicația se redenumește Revista de Știință și Cultură, editată de același colectiv redacțional.
În 1949, apare și revista Știință și Tehnică pentru Tineret de inspirație mai comunistă decât Revista de Știință și Cultură, care, în 1954, este contopită de autorități cu Știință și Tehnică pentru Tineret, contopire din care rezultă revista Știință și Tehnică, publicată fără întrerupere până în anul 2008.
După trei ani de absență din motive economice, revista a fost relansată sub numele Știință & Tehnică la data de 31 martie 2011 de către Fundația Dinu Patriciu în parteneriat cu trustul de presă Adevărul Holding.
Din ianuarie 2015, revista Știință & Tehnică este editată de „Science & Technology Press”, o companie de publicitară specializată în ziaristică și evenimente științifice populare, formată din membrii redacției S&T.